# Парова машина

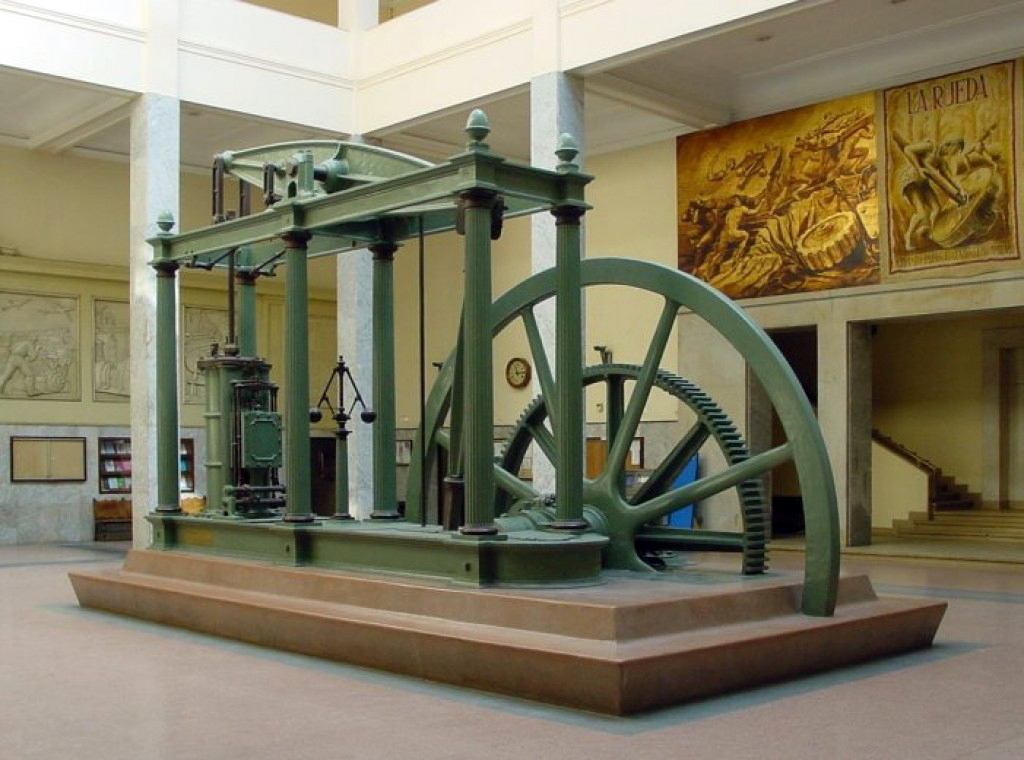
Рис. 1. Парова машина Джеймса Ватта

Парова́ маши́на — тепловий поршневий двигун зовнішнього згоряння, в якому потенціальна енергія водяної пари, котра надходить під тиском з парового котла, перетворюється в механічну роботу при зворотно-поступальному русі поршня, який через механічні ланки надає обертального руху вихідному валу. У ширшому розумінні, парова машина — всякий тепловий двигун, який перетворює енергію пари в механічну роботу.

## Принцип дії парової машини поршневого типу

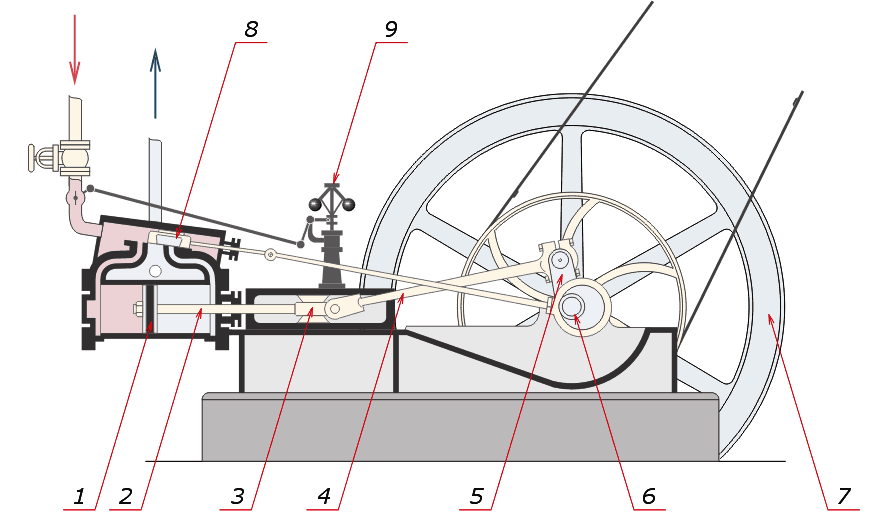
Рис. 2. Схема парової машини

Рис. 3. Робота парової машини подвійної дії

Поршень утворює в циліндрі парової машини одну або дві порожнини змінного об'єму, в яких здійснюються процеси стискування і розширення. Принцип дії парової машини показаний на рисунках 2 і 3.
Зусилля поршня — 1 за допомогою штока — 2, повзуна — 3, шатуна — 4 і кривошипа — 5 передається у вигляді крутного моменту вихідному валу — 6, що несе маховик — 7, який служить для зменшення нерівномірності обертання вала. Ексцентрик, що розміщений на вихідному валу, за допомогою ексцентрикової тяги приводить в рух золотник — 8, який керує подачею пари в порожнини циліндра. Відпрацьована пара з циліндра випускається в атмосферу або надходить в конденсатор. Для підтримки сталої швидкості обертання вала при змінному навантаженні парові машини оснащуються відцентровим регулятором (регулятором Ватта) — 9, що, залежно від швидкості обертання валу, автоматично змінює або площу перетину каналу проходження пари, котра подається в парову машину (дросельне регулювання, показано на малюнку), або момент припинення наповнення циліндра (кількісне регулювання).

## Класифікація
Парові машини поділяються:
- За призначенням:
  - стаціонарні;
  - нестаціонарні (пересувні і транспортні).
- За робочим тиском пари, що використовується:
  - низького тиску (до 12 ат);
  - середнього тиску (до 60 ат);
  - високого тиску (понад 60 ат).
- За швидкістю обертання вала:
  - тихохідні (до 50 об/хв, як на пароплавах з гребним колесом);
  - швидкохідні.
- за тиском пари, що випускається:
  - конденсаційні (тиск в конденсаторі 0,1-0,2 ат);
  - вихлопні (з тиском 1,1-1,2 ат);
  - теплофікаційні з відбором пари на нагрівальні цілі або для парових турбін тиском від 1,2 ата до 60 ата залежно від призначення відбору (опалювання, регенерація, технологічні процеси, використання високих перепадів тисків у парових турбінах).
- За розташуванням циліндрів:
  - горизонтальні;
  - похилі;
  - вертикальні.
- За числом циліндрів:
  - одноциліндрові;
  - багатоциліндрові
    - здвоєні, строєні і т. д.;
    - парові машини багато-кратного розширення, в яких пара послідовно розширюється в 2-х, 3-х чи 4-х циліндрах із збільшуваним об'ємом, переходячи з циліндра в циліндр через так звані ресивери (колектори).

За типом передавального механізму парові машини багато-кратного розширення діляться на тандем-машини і компаунд-машини. Особливу групу складають прямотічні парові машини, в яких випуск пари з порожнини циліндра здійснюється крайкою поршня.

## Історія винаходу

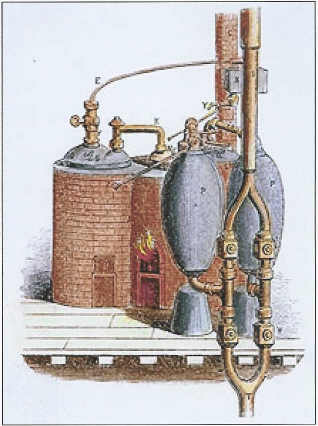
Рис. 4 Двигун Савері (1698 р.)

Парова машина була винайдена в XVIII ст., коли основна вада гідросилових установок — залежність від місця розташування джерел гідравлічної енергії, що був несуттєвим при будівництві зернових млинів, почав сильно перешкоджати розвитку металургійних підприємств, головним чином через неможливість застосувати водяні колеса для відкачування води з копалень, віддалених від джерел водної енергії. Можливість перевезення палива зробила тепловий двигун незалежним від місця розташування джерела енергії і дозволила вирішувати задачу водовідливу у копальнях, в результаті чого паросилові насосні установки першими з'явилися саме там.

### Парова машина Томаса Севері
Перша спроба поставити пару на службу людині була зроблена в Англії в 1698 році: машина Томаса Севері призначалася для осушення шахт і перекачування води. Сам винахідник назвав її «вогневою машиною» (fire engine) і «другом шахтарів» (miner's friend) Для одержання пари, що приводила машину в дію, був потрібний вогонь. Але винахід Севері ще не був двигуном у повному розумінні цього слова, оскільки крім декількох клапанів, що відкривалися і закривалися вручну, у ньому не було інших механізмів.
Машина Севері працювала наступним чином: спочатку герметичний резервуар наповнявся парою, потім зовнішня поверхня резервуара охолоджувалася холодною водою, від чого пара конденсувалася, і в резервуарі створювався частковий вакуум. У результаті цього вода із дна шахти засмоктувалася в резервуар через забірну трубу і після впуску чергової порції пари викидалася назовні через випускну трубу. Потім цикл повторювався. Таким способом воду можна було засмоктувати з глибини, меншої за 10 метрів, оскільки насправді її виштовхував атмосферний тиск.

### Парова машина Дені Папена
Перша вдала парова машина з поршнем була побудована французом Дені Папеном (фр. Denis Papin), чиє ім'я частіше асоціюється з винаходом автоклава.
У 1674 році Папен побудував пороховий двигун, принцип дії якого ґрунтувався на запаленні в циліндрі пороху і переміщенні поршня усередині циліндра під впливом порохових газів. Коли надлишок газів виходив із циліндра через спеціальний клапан, а газ, що залишився, охолоджувався, у циліндрі створювався частковий вакуум, і поршень повертався у вихідне положення під дією атмосферного тиску.
Машина була не дуже вдалою, але вона навела Папена на думку замінити порох водою. І у 1698 році він побудував парову машину (як і англієць Томас Севері). Вода нагрівалася усередині вертикального циліндра з поршнем усередині, і пара, що утворилася, штовхала поршень нагору. Коли пара прохолоджувалася і конденсувалася, поршень опускався вниз під дією атмосферного тиску. Таким чином, за допомогою системи блоків парова машина Папена могла приводити в рух різні механізми, наприклад насоси.

### Парова машина Томаса Ньюкомена

Рис. 5 Анімована схема роботи парової машини Т. Ньюкомена:
— пара показана рожевим кольором а вода — блакитним;
— клапани у відкритому стані позначені зеленим кольором, у закритому — червоним

Почувши про парову машину Дені Папена, Томас Ньюкомен, що часто бував на шахтах у Вест Кантрі (південно-західний регіон Англії), де він працював ковалем, і краще ніж будь-хто розумів необхідність продуктивних насосів для запобігання затопленню шахт. Він об'єднав зусилля з водопровідником і лудильником Дж. Коулі у спробі побудувати досконалішу модель.
Їхня перша парова машина була встановлена на вугільній шахті в Стаффордширі у 1712 році. Як і в машині Д. Папена, поршень переміщався у вертикальному циліндрі, але в цілому машина Т. Ньюкомена була виготовлена якісніше. Щоб герметизувати зазор між циліндром і поршнем, Т. Ньюкомен закріпив на торці останнього гнучкий шкіряний диск. Пара з котла надходила у порожнину циліндра і піднімала поршень вгору. Далі при упорскуванні в циліндр холодної води, пара конденсувалася, у циліндрі утворювався вакуум, і під впливом атмосферного тиску поршень опускався вниз. Цей зворотний хід видаляв воду з циліндра і за допомогою ланцюга, з'єднаного з коромислом, що здійснювало коливний рух, піднімав вгору шток насоса. Коли поршень знаходився в нижній точці свого ходу, у циліндр знову надходила пара, і за допомогою противаги, закріпленої на штоку насоса на, поршень піднімався у вихідне положення. Далі цикл повторювався.
Машина Т. Ньюкомена виявилася досить вдалою і використовувалася по всій Європі протягом більше 50 років. У 1740 році машина з циліндром довжиною 2,74 м і діаметром 76 см за один день виконувала роботу, як бригада з 25 чоловік і 10 коней, працюючи позмінно, раніше виконували за тиждень. Однак і машина Т. Ньюкомена була далека від досконалості. Вона перетворювала в механічну роботу усього лише близько 1 % теплової енергії і, як наслідок, вимагала великої кількості палива, що, утім, не мало особливого значення, коли машина працювала на вугільних шахтах. У цілому машини Т. Ньюкомена зіграли величезну роль у збереженні вугільної промисловості: з їхньою допомогою удалося відновити видобуток вугілля в багатьох затоплених шахтах.
Вирішуючи завдання підйому води, винахідники (Д. Папен у Франції, Т. Ньюкомен і Т. Севері в Англії та ін.) поступово знайшли конструктивні форми для здійснення безперервного робочого процесу парової машини: окремий паровий котел, циліндр, топковий пристрій, крани та ін. Проте це все ще були насосні установки, які могли направляти роботу циклу тільки на підйом води і були не в змозі задовольнити потреби в двигунах для заводських машин (повітродувних міхів, рудодробильних засобів, ковальських молотів, лісопильних рам та ін.). Так виник перехідний період (1700—1780) в енергетиці, коли водяне колесо почало обмежувати розвиток техніки унаслідок залежності від місця розташування джерела водної енергії; паровий двигун, хоча і не був прив'язаний до місцевих умов, був придатний тільки для підйому води.
Потреби заводів привели до створення комбінованих установок, в яких паровий насос піднімав воду на водяне колесо, що приводило в рух заводські машини. Такі установки не вирішували завдання щодо заводського двигуна, оскільки втрачали на своїй гідравлічній ділянці понад 2/3 енергії, що отримувалась від парового циклу. Завдання могло бути вирішене тільки шляхом заміни гідравлічної передачі роботи механічною, розробкою передавального механізму, здатного виконувати паровим циклом роботу періодично передавати споживачеві безперервно, в будь-якій необхідній формі руху. Простий передавальний механізм у формі балансира проіснував ціле століття, оскільки дозволив при низькому тиску пари піднімати воду на велику висоту за рахунок різниці площ перетину парового і водяних циліндрів, але не вирішував головного завдання заводського двигуна — здатності виконувати роботу безперервно.

### Універсальна парова машина подвійної дії

Парова машина Ползунова. 1 – паровий котел; 2 – циліндр; 3 - поршень; 4 – кран паровий розподільчий; 5 – кран водяний розподільчий; 6 – тяга; 7, 8, 10, 13 – шківи; 9, 12 – гнучкі зв’язки; 11 – повітродувні міхи; 14 – циліндр водяного насоса, 15 – поршень; 16, 17 – тяги; 18, 19 – зворотні клапани; 20 – всмоктувальна труба; 21 – колодязь; 22 – напірна труба; 23 – бак; 24 - тяга

Застосування двох циліндрів з послідовною віддачею роботи їхніх порожнин на спільний вал було вперше запропоноване Іваном Ползуновим в 1763, проте через смерть винахідника проект не був завершений, і парова машина Ползунова була розібрана після декількох пробних запусків.
У 80-х роках XVIII століття потреба в універсальному двигуні стала виключно гострою у зв'язку з розвитком першого етапу промислової революції — впровадженням у виробництво прядильних і ткацьких машин. Ці нові машини, що давали можливість одночасної роботи багатьох знарядь, визначили в останній чверті 18 ст. період завершення першого етапу в розвитку парових машин. Завдання набуло конкретної форми: необхідно було перетворити парову насосну установку на двигун з обертальним рухом вала. Рішення цієї задачі знайшло своє віддзеркалення в патентах різних країн на парові машини в 80-х роках XVIII ст.
Найбільшого поширення набула парова машина (рис. 1) Джеймса Ватта (Англія), як найбільш економічна унаслідок відділення пароконденсатора від циліндра. З 1800 розвиток парової машини і її впровадження в промисловості і на транспорті йде стрімкими темпами.
Наступним важливим кроком у розвитку парових машин високого тиску стала поява машин подвійної дії (див рис.2). В машинах одинарної дії поршень переміщався в одну сторону силою під дією тиску пари, але назад він повертався або під дією сил гравітації чи за рахунок моменту інерції обертового маховика, сполученого з паровою машиною.
У парових машинах подвійної дії пара під тиском по черзі подається в обидві сторони робочого циліндра, в той час як відпрацьована пара з протилежного боку циліндра виходить в атмосферу чи в конденсатор. Такий принцип вимагав створення досить складного механізму розподілення пари. Принцип подвійної дії підвищує швидкість роботи машини і покращує плавність ходу та збільшує потужність при тій же масі машини. Це сприяло появі та бурхливому поширенню парової машини на транспорті — з'явились: пароплав, паровоз, паровий локомобіль, паровий трактор, паровий екскаватор тощо.

### Компаундна парова машина
У 1804 році англійський інженер Артур Вульф, який запатентував парову машину подвійного розширення (компаундну парову машину високого тиску Вульфа). У цій машині високотемпературна пара з парового котла надходила в циліндр високого тиску, а після цього відпрацьована у ньому пара з нижчою температурою і тиском надходила в циліндр (або циліндри) низького тиску. Це зменшувало перепад температури в кожному циліндрі, що в цілому знижувало температурні втрати і підвищувало загальний коефіцієнт корисної дії парової машини. Оскільки пара низького тиску мала більший об'єм, тому циліндри низького тиску мали більший діаметр (а іноді і більшу довжину) ніж циліндри високого тиску. Іноді один циліндр високого тиску був пов'язаний з двома такими ж паралельними циліндрами низького тиску. Таку схему було легше збалансувати.
Двоциліндрові компаундні машини можуть бути у наступних конструктивних виконаннях:
Перехресний компаунд — циліндри розташовані поруч, їхні паропроводи перехрещені.
Тандемний компаунд — циліндри розташовуються послідовно, і використовують один шток.
Кутовий компаунд — циліндри розташовані під кутом один до одного, зазвичай 90 градусів, і працюють на один кривошип.
Після 1880-х років компаундні парові машини набули поширення на виробництві і транспорті і стали практично єдиним типом, що використовувався у пароплавах. Використання їх на паровозах не отримало такого поширення, оскільки вони виявилися занадто складними для умов використання у залізничному транспорті.
До середини XIX століття сумарна потужність паровозів перевершує потужність фабричних установок. У другій половині XIX століття потужність суднових установок також стає вищою за потужність стаціонарних, а до кінця століття стає найбільшою складовою в загальному балансі встановленої потужності, що досягла 120 млн к. с.

## Значення парової машини поршневого типу для розвитку суспільства
Промислова революція — перехід від мануфактурного ручного виробництва до машинного — отримала своє завершення із створенням універсального двигуна. Протягом майже всього 19 ст. парова машина визначала рівень енергетики машинного виробництва і транспорту, темпи і напрям їхнього розвитку. Парова машина збільшувала потребу в кам'яному вугіллі і задовольняла цю потребу, оскільки вона піднімала вугілля з шахт, вентилювала їх, відкачувала з них воду. Парова машина збільшувала потребу в металі і задовольняла її, оскільки вона нагнітала повітря в доменній печі, приводила в рух ковальські молоти та обертаючи вали прокатних станів. Парова машина поставила нові вимоги до технології металообробки і задовольняла їх, приводячи в рух металообробні верстати, сприяючи становленню і розвитку машинобудування — виробництва машин, що виготовляють машини.
У своєму розвитку парова машина сприяла появі нових галузей знань. Створена на основі виробничого досвіду, парова машина поставила перед ученими ряд питань, вирішення яких створило нову науку — технічну термодинаміку.
На початок XX ст. парова машина досягла високого ступеня досконалості. За сто років розвитку потужність парової машини підвищилася від 5-10 к. с. до 20000 к. с., економічність — від 0,3 % до 20 %, тиск пари, що впускається, — від 0,1 ат до 120 ат, температура пари — від 100 °C до 400 °C, число обертів на хвилину — від 20-30 до 1000 об/хв; питома вага знизилася від сотень до 1-2 кг/к. с.; необхідна площа зменшилася від декількох квадратних метрів до їхніх сотих частин на 1 к. с. Витрати пари для парової машини високого тиску з багатократним розширенням становлять 2,62 кг/к. с. за годину. ККД досяг 20-25 %.
На основі досвіду, набутого у виробництві парових машин, був створений новий поршневий двигун — двигун внутрішнього згоряння, в якому згоряння відбувається безпосередньо в циліндрі двигуна, тобто в порівнянні з власне паровою машиною усунена одна проміжна ланка (пара, як проміжне робоче тіло, і парокотельний агрегат, як генератор пари). Завдяки малій питомій вазі (тобто відношенню ваги до потужності) двигун внутрішнього згоряння набув значного поширення на транспорті. Розвиток парових машин привів і до створення іншого парового двигуна — парової турбіни, в якій видозмінено характер використання пари, що виробляється котельним агрегатом, і замість пульсуючого руху поршня і кривошипно-шатунного механізму використовується безперервне проходження пари через проточну частку двигуна, тобто в порівнянні з власне паровою машиною усунена ланка поршень-кривошипно-шатунний механізм, що дозволило сконцентрувати великі потужності в одному агрегаті. Парова турбіна виявилася найдоцільнішою формою приводу для потужних електрогенераторів, що вимагають рівномірного обертання.

## Парова турбіна

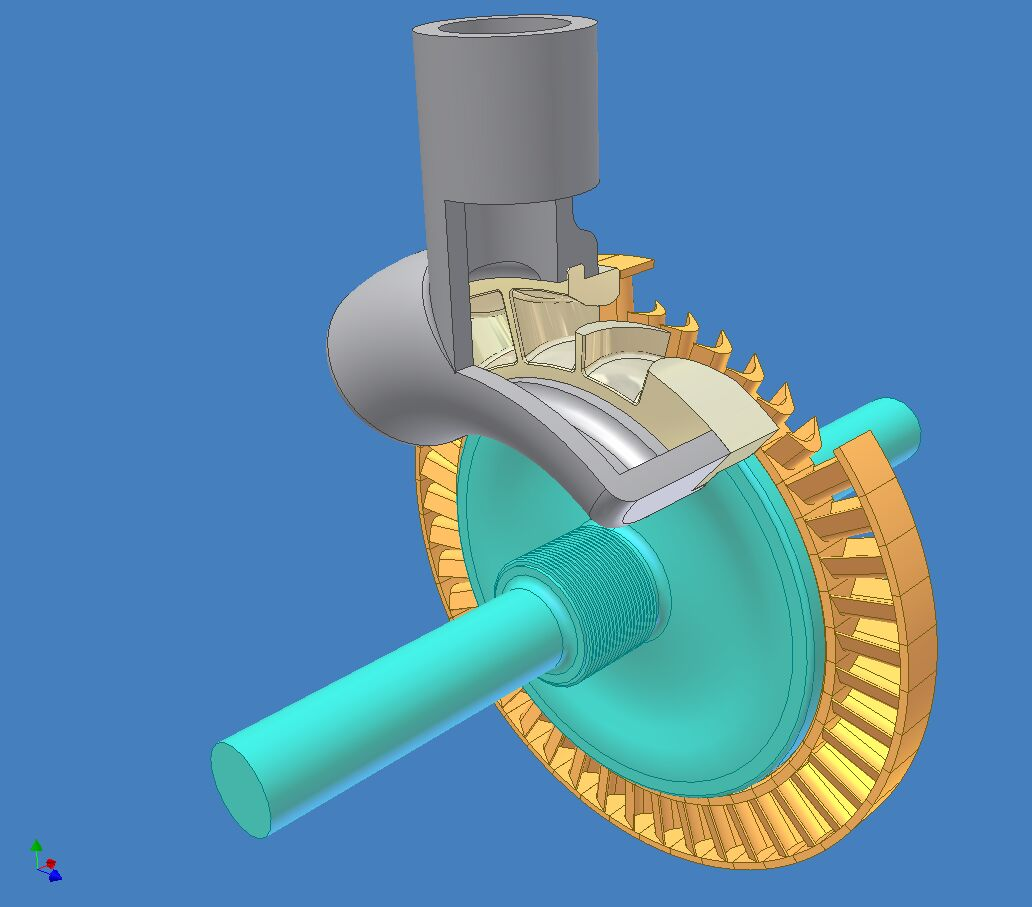
3D-модель одного ступеня парової турбіни

Парова турбіна — це тепловий двигун безперервної дії, в лопатевому апараті якого потенціальна енергія стиснутої і нагрітої водяної пари перетворюється в кінетичну, що своєю чергою здійснює механічну роботу на валу.
Потік водяної пари поступає через напрямні апарати на криволінійні лопатки, закріплені по коловому периметру ротора, і, діючи на них, приводить ротор до обертання.
Парові турбіни перетворюють енергію пари безпосередньо на обертання ротора і не потребують додаткових механізмів перетворення зворотно-поступального руху в обертовий. Крім того, турбіни компактніші за машини зворотно-поступального руху і мають сталий крутний момент на вихідному валу. Оскільки турбіни мають простішу конструкцію, вони, як правило, вимагають меншого обслуговування.
Основною сферою застосування парових турбін є вироблення електроенергії. Приблизно 86 % електроенергії, виробленої у світі, виробляється з використанням парових турбін. Крім того, вони часто використовуються як двигуни суден (у тому числі на атомних кораблях і підводних човнах). Було також побудовано декілька паротурбовозів, але вони не набули поширення і були швидко витіснені тепловозами та електровозами.

## Коефіцієнт корисної дії парової машини
Коефіцієнт корисної дії (ККД) теплового двигуна може бути визначений як відношення корисної механічної роботи до затраченої на її виконання кількості теплоти, що міститься в паливі. Решта енергії виділяється в навколишнє середовище у вигляді тепла. ККД теплової машини дорівнює:
{\displaystyle \eta ={\frac {W_{out}}{Q_{in}}}} ,
де
Wout — механічна робота, Дж;
Qin — затрачена кількість теплової енергії, Дж.
Тепловий двигун не може мати ККД більший, ніж у циклу Карно, в якому частина теплоти передається від нагрівача з високою температурою до холодильника з низькою температурою. ККД ідеальної теплової машини Карно залежить виключно від різниці температур, причому в розрахунках використовується абсолютна температура. Отже, для парових двигунів необхідні максимально висока температура T 1 на початку циклу (досягається, наприклад, за допомогою перегрівання пари) і як можна нижча температура T2 в кінці циклу (наприклад, за допомогою конденсатора):
{\displaystyle \eta \leq 1-{\frac {T_{2}}{T_{1}}}}.
Паровий двигун, який випускає пару у повітря, матиме практичний ККД (враховуючи котел) від 1 до 8 %, однак двигун з конденсатором і розширенням проточної частини може покращити ККД до 25 % і навіть більше. Теплова електростанція з пароперегрівом і регенеративним водопідігрівом може досягти ККД 30…42 %. Парогазові установки з комбінованим циклом, в яких енергія палива спочатку використовується для приводу газової турбіни, а потім для парової турбіни, можуть досягати коефіцієнта корисної дії до 50…60 %. На теплоелектроцентралях ефективність підвищується за рахунок використання частково відпрацьованої пари для опалення та виробничих потреб. При цьому ефективно споживається до 90 % енергії палива і лише 10 % розсіюється марно в атмосфері.

## Сфери застосування
Аж до середини XX століття парові машини широко застосовувалися в тих сферах, де їхні позитивні якості (велика надійність, можливість роботи з великими коливаннями навантаження, можливість тривалих перевантажень, довговічність, невисокі експлуатаційні витрати, простота обслуговування і легкість реверсування) робили застосування парової машини доцільнішим, ніж застосування інших двигунів, незважаючи на її недоліки, обумовлені головним чином з наявності кривошипно-шатунного механізму.
До таких областей відносяться:
- залізничний транспорт (див. паровоз);
- водний транспорт (див. пароплав), де парова машина ділила своє застосування з двигунами внутрішнього згоряння і паровими турбінами;
- промислові підприємства з силовим і тепловим споживанням: цукрові заводи, сірникові, текстильні, паперові фабрики, окремі харчові підприємства.

Характер теплового споживання цих підприємств визначав теплову схему установки і відповідного нею тип парової машини теплофікації: з кінцевим або проміжним відбором пари.
Установки теплофікації дають можливість зменшувати на 5-20 % витрату палива в порівнянні з роздільними установками, що складаються з конденсаційних парових машин і окремих котельних, що виробляють пару на технологічні процеси і опалювання. Проведені у ті часи дослідження показали доцільність переведення роздільних установок теплофікації на регульований відбір пари з ресивера парової машини подвійного розширення. Можливість роботи на будь-яких видах палива робила доцільним застосування парових машин для роботи на відходах виробництва і сільського господарства: на лісозаводах, в локомобільних установках тощо, особливо за наявності теплового споживання, як, наприклад, на деревообробних підприємствах, що мають горючі відходи і споживають низькопотенційне тепло для цілей сушки лісоматеріалів. Парова машина зручна для застосування в безрейковому транспорті, оскільки не вимагає коробки швидкостей, проте вона не набула тут поширення через деякі конструктивні труднощі.

## У популярній культурі
Пісня "Парова машина" є у творчому доробку етно-рок гурту ДримбаДаДзиґа.
Пісня "Парова машина" у виконанні блогерки Ярини Квасній стала піснею-мемом у ТікТоці.